# Podocarpus annamiensis
Podocarpus annamiensis é uma espécie de conífera da família Podocarpaceae.
Pode ser encontrada nos seguintes países: China, Myanmar e Vietname.
Está ameaçada por perda de habitat.